# Szentek ismertetőjegyei

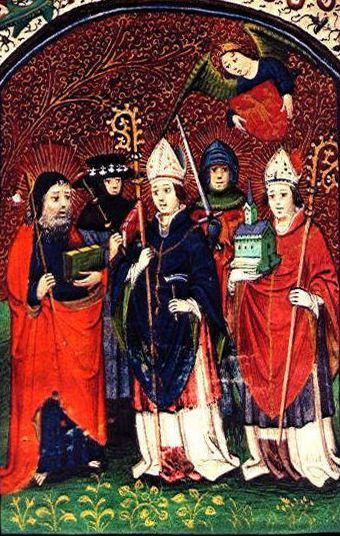
Holland imakönyv a 15. század közepéről. Öt szent csoportja, balról jobbra: Szent József, Szent Nagy Jakab, Szent Eligius, Szent Hermész, Szent Ghislain, képi ismertetőjegyeikkel

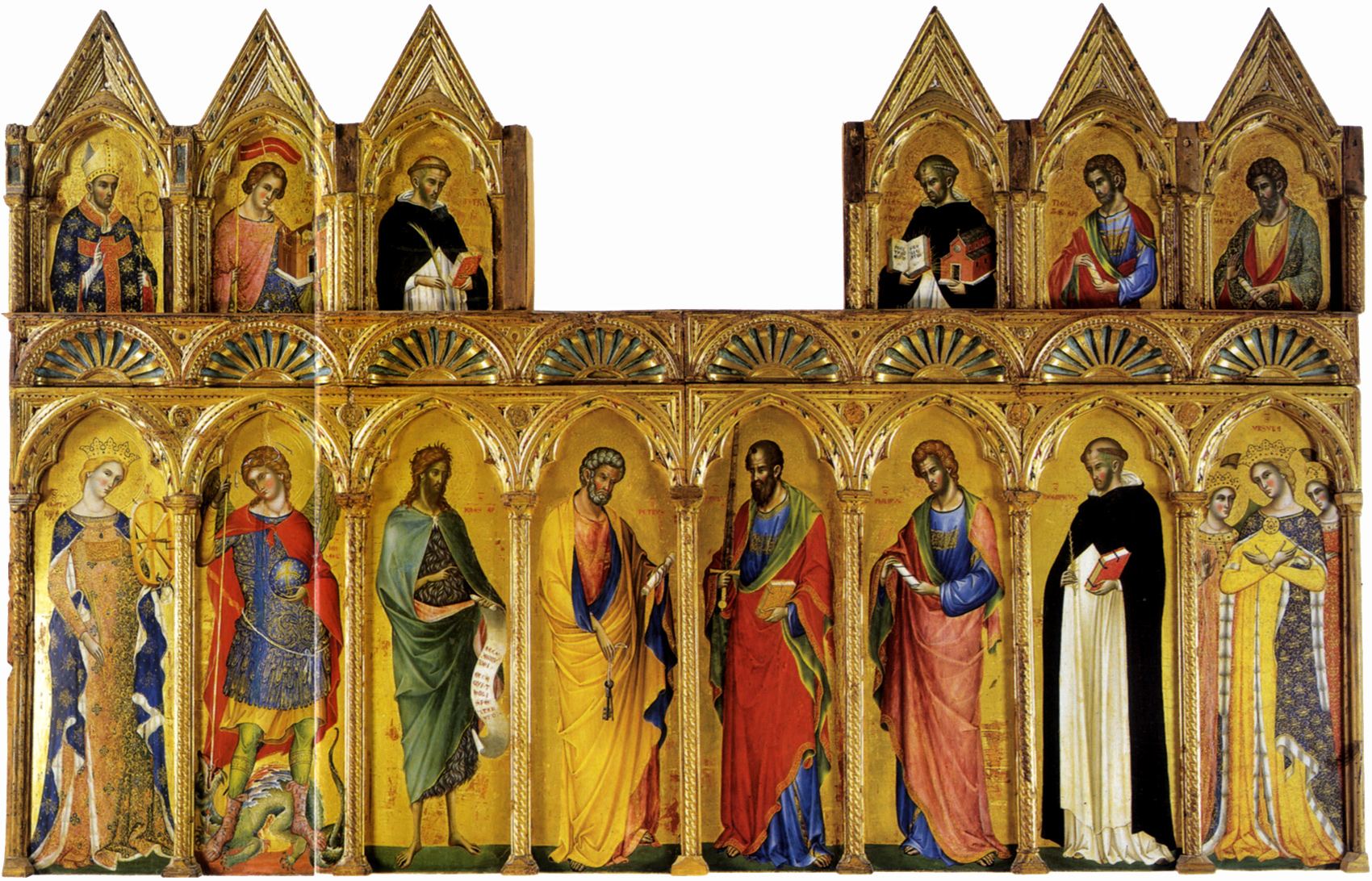
Paolo Veneziano: Szűz Mária megkoronázása,
Felső sor: Szent Szeverin, Szent Venánc, Szent Péter mártír, Aquinói Szent Tamás, Szent Tamás, Szent Bertalan
Alsó sor: Alexandriai Szent Katalin, Szent Mihály, Keresztelő Szent János, Szent Péter, Szent Pál, Szent János, Szent Domonkos, Szent Orsolya
1324., National Gallery of Art, Washington

A szentek ismertetőjegyei vagy attribútumai a kereszténységben azok a külső jegyek, amelyek alapján egy ábrázolt szent azonosítható. A kereszténység a kezdetektől gyakran használ szimbólumokat. Minden szentnek megvan a maga története és sokakat közülük az e történethez kapcsolódó képi jegyek, ikonok segítenek felismerni. Ezen jegyeket a művészettörténeti ikonográfia tanulmányozza. Helytől és időtől függően a felhasznált jegyek változhattak. A keleti kereszténység művészetében például gyakrabban használtak névfeliratokat, így ott a szimbólumoknak kisebb volt a szerepe. A prominens szentek közül egyeseket, mint Szent Péter vagy János evangélista, arctípusuk is megkülönböztethet, ahogy Jézust is. A későbbi szenteket, akiknek már ismerjük az arcát, szintén. Vannak általánosabb jelentésű jegyek is, például a mártírok gyakran pálmaágat visznek.
Az ikon azonosítja az adott szentet és felidézheti történetét is. Az alábbi lista a felhasznált ismertetőjegyek egy részét tartalmazza.

## Ismertetőjegyek listája

### A

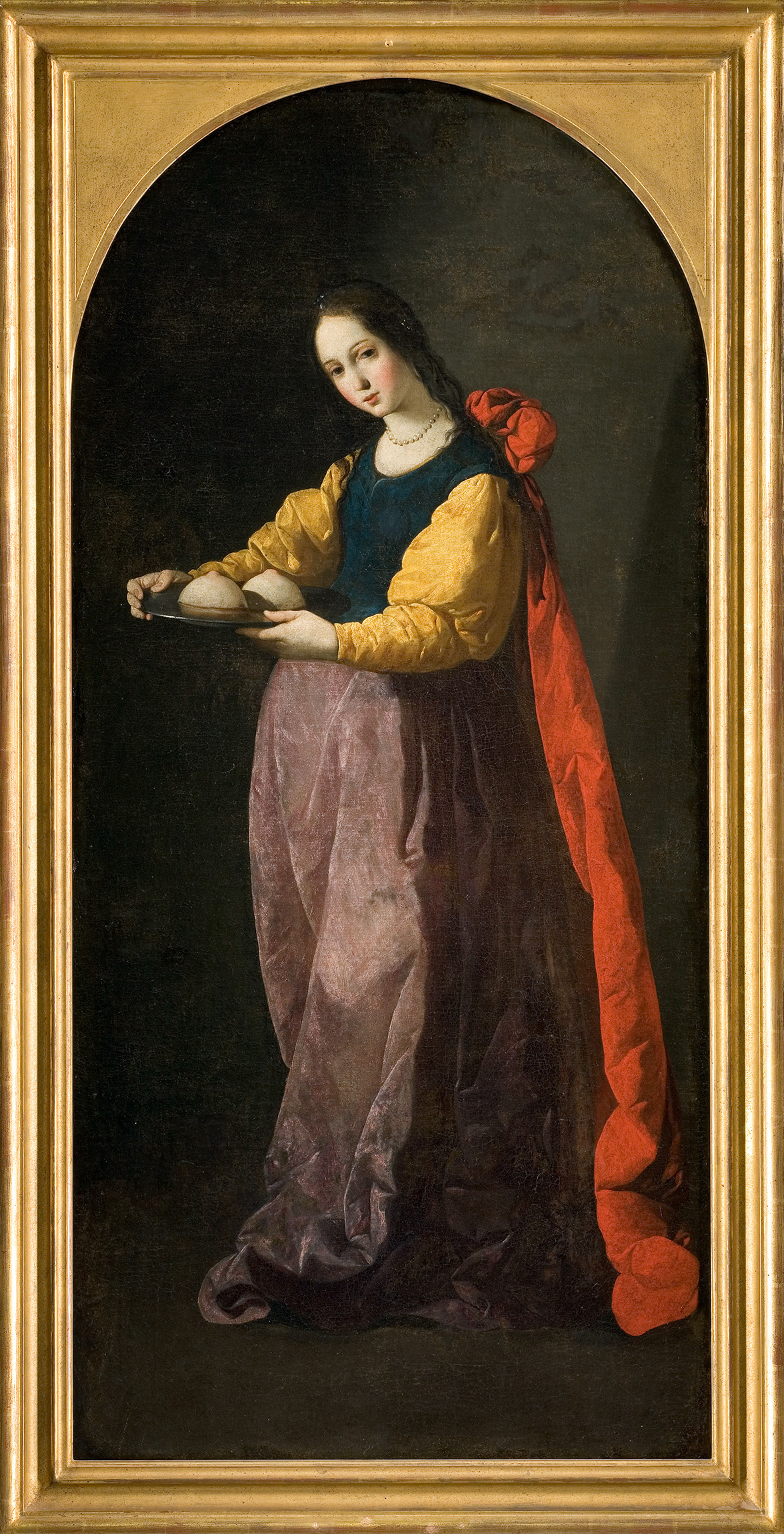
Szent Ágota

| Szent                    | Szimbólumai                                                                    |
| ------------------------ | ------------------------------------------------------------------------------ |
| Szent Acatius            | Töviskorona, lándzsa                                                           |
| Szent Adél               | Csónakon ülve kezében apró templom                                             |
| Nikomédiai Szent Adorján | Kovácsüllő, kard, bárd, levágott kéz, zászló, oroszlán vagy delfinen lovagolva |
| Szent Ágnes              | Bárány, pálmaág, galamb szájában gyűrűvel                                      |
| Szent Ágota              | Olló nyelvei, lepel, harang, mellek tálcán                                     |
| Canterbury Szent Ágoston | szerzetesi ruhában kezében toll és könyv                                       |
| Hippói Szent Ágoston     | Galamb, gyermek, állati páncél, toll, könyv, lángoló szív                      |
| Szent Alajos             | Feszület, liliom                                                               |
| Szent Ambrus             | Méhek, méhkaptár, galamb, ökör, toll                                           |
| Szent András apostol     | Apostoli kereszt                                                               |
| Szent Anna               | Ajtó, könyv, vörös köpeny és zöld kendő                                        |
| Remete Szent Antal       | Szerzetesi ruha, harang, sertés                                                |
| Páduai Szent Antal       | Gyermek Jézus, kenyér, könyv, liliom                                           |

### B

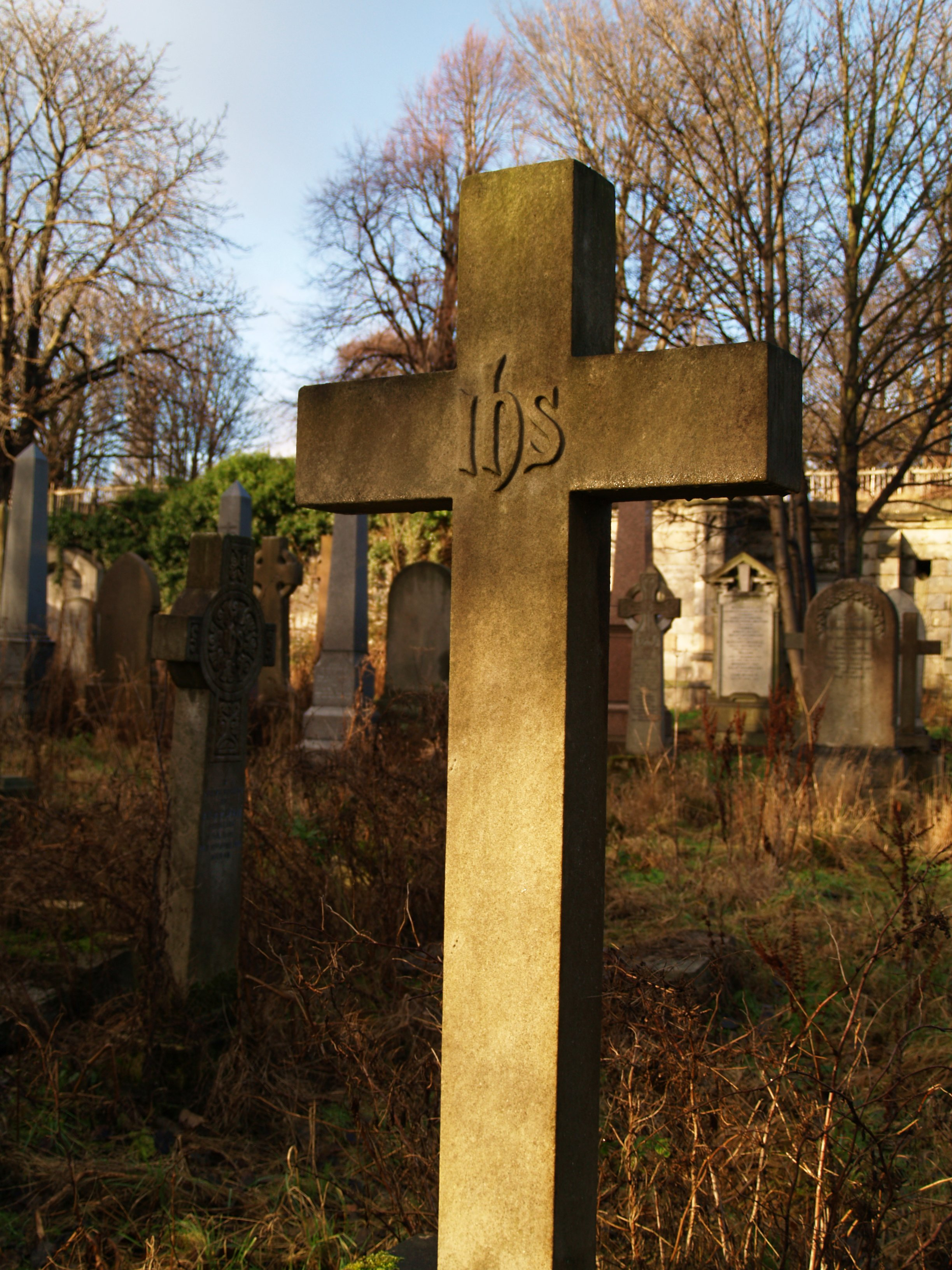
Krisztogramm IHS felirat egy sírkövön, Warriston temető, Edinburgh, Skócia

| Szent                    | Szimbólumai                                              |
| ------------------------ | -------------------------------------------------------- |
| Szent Borbála            | Torony, cibórium, ágyú                                   |
| Szent Bertalan           | Kés                                                      |
| Nursiai Szent Benedek    | Törött kupa, holló, harang, pásztorbot, cserje           |
| Clairvaux-i Szent Bernát | Toll, méhek, a Passzió jegyei                            |
| Sienai Szent Bernardin   | Krisztogramm, három mitra                                |
| Szent Balázs             | viasz, vékony gyertya, vas fésű                          |
| Szent Bonaventura        | Áldoztatás, cibórium, püspökkalap                        |
| Szent Bonifác            | Tölgy, fejsze, könyv, róka, korbács, forrás, holló, kard |
| Szent Brigitta           | könyv, zarándokbot                                       |
| Kildare-i Szent Brigitta | Szarvasmarha, pásztorbot, Brigitta keresztje             |

### C

A cambridge-i Szent Katalin Főiskola pajzsa, Katalin-kerékkel

| Szent             | Szimbólumai    |
| ----------------- | -------------- |
| Szent Cecília     | Orgona         |
| Cerbonius         | Libák          |
| Szent Corbinianus | málhás medve   |
| Cyriacus          | Diakónusköpeny |

### D

Tengerészkereszt

| Szent          | Szimbólumai                        |
| -------------- | ---------------------------------- |
| Dániel próféta | oroszlán                           |
| Szent Dénes    | feje a kezében                     |
| Szent Dávid    | hárfa                              |
| Szent Dorottya | virágok                            |
| Szent Domonkos | rozárium, csillag, kutya fáklyával |
| Dunstan        | kalapács, kovácsfogó               |

### E
| Szent                       | Szimbólumai |
| --------------------------- | --- |
| Edmund kelet-angliai király | Tegez |
| Szent Egyed                 | bencés habitus, szarvastehén, kezét vagy a combját átfúró nyíl                                                              |
| Szent Eligius               | püspök pásztorbottal a jobb kezében, nyitott bal tenyerén miniatűr templommal; kalapáccsal, üllővel és patkóval; vagy lóval |
| Árpád-házi Szent Erzsébet   | alamizsna, virágok, kenyér, szegények, korsó                                                                                |
| Szent Emilianus             | barát lóháton |
| Aragóniai Szent Erzsébet    | korona |
| Szent Erasmus               | emelőcsiga |
| Szent Eustachius            | vadászruha, szarvas, bika, kereszt, szarv, sütőkemence                                                                      |

### F

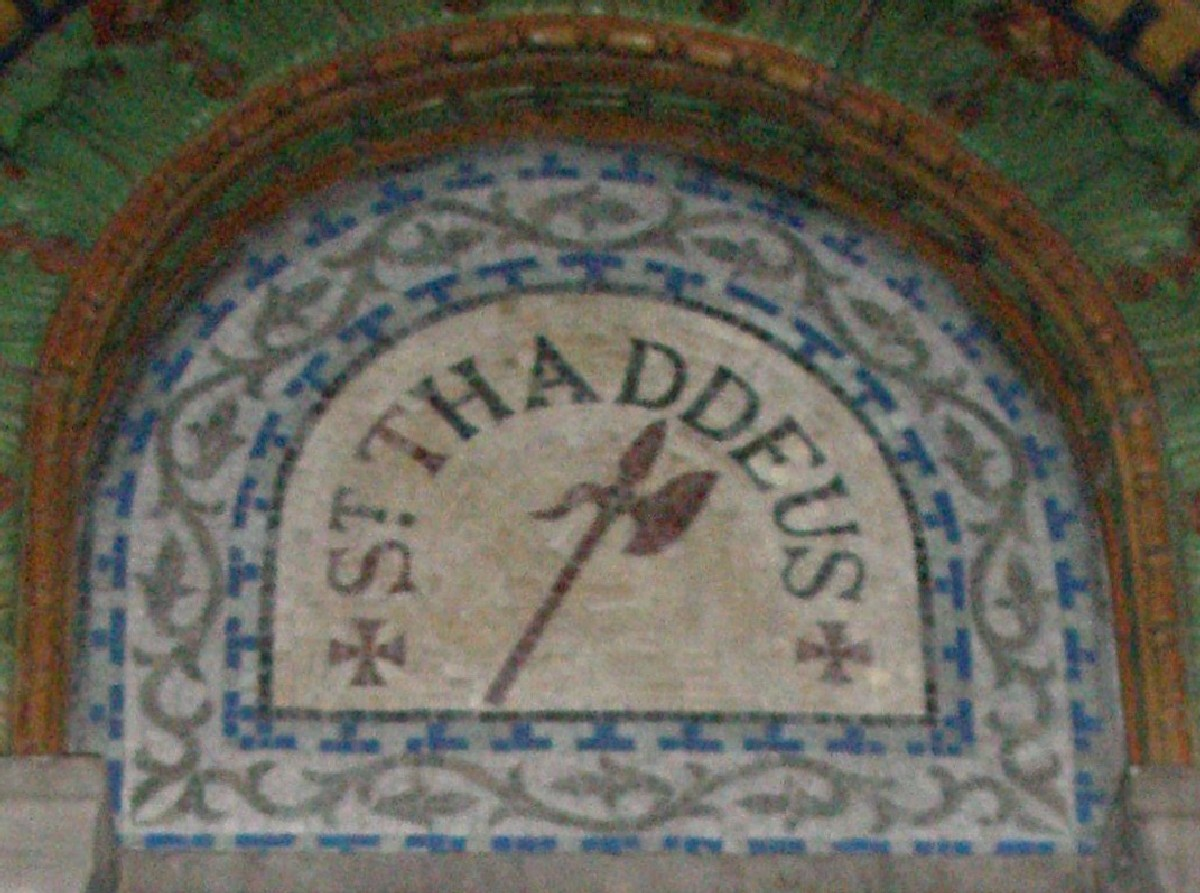
Júdás apostol mártíromságának szimbóluma

| Szent               | Szimbólumai                                   |
| ------------------- | --------------------------------------------- |
| Assisi Szent Ferenc | farkas, madarak, hal, emberi koponya, stigmák |
| Xavéri Szent Ferenc | kereszt, harang, hajó, rák kereszttel         |

### G
| Szent             | Szimbólumai                                                                   |
| ----------------- | ----------------------------------------------------------------------------- |
| Gábriel arkangyal | trombita, páncél, szárnyak, “Ave Maria Gratia Plena” felirat                  |
| Szent Genesius    | színházi álarcok                                                              |
| Szent Genovéva    | égő gyertya, kenyér, kulcsok, nyája, marhacsorda                              |
| Szent György      | sárkány, katona vagy lovag páncélban, gyakran fehér lovon (különösen keleten) |
| Szent Gertrúd     | korona, liliom, egerek, macska                                                |
| I. Gergely pápa   | pápai tiara, pásztorbot, galamb (gyakran a fülénél)                           |

### H

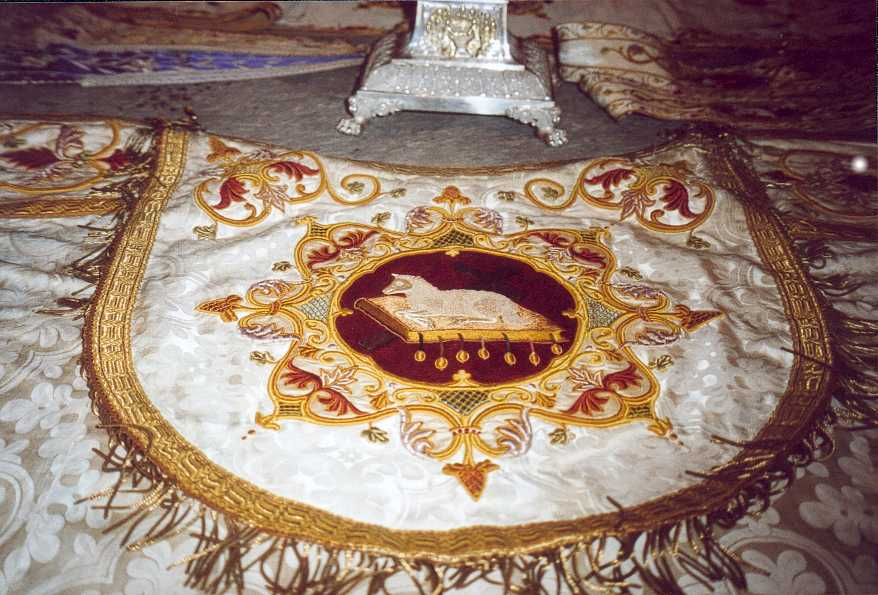
Hegedűtok alakú miseruha a hollandiai Maarheeze Szent Gertrúd templomából

| Szent             | Szimbólumai                                                                        |
| ----------------- | ---------------------------------------------------------------------------------- |
| Helena            | Királyi korona, kereszt                                                            |
| Szent Hippolütosz | pápai tiara                                                                        |
| Szent Honorius    | péklapát, lapát; püspök nagy ostyával; püspök három ostyával egy péklapáton; cipók |

### I
| Szent             | Szimbólumai             |
| ----------------- | ----------------------- |
| Illés próféta     | barlang                 |
| Szent Ilona       | Királyi korona, kereszt |
| Szent Imre herceg | liliom                  |

### J

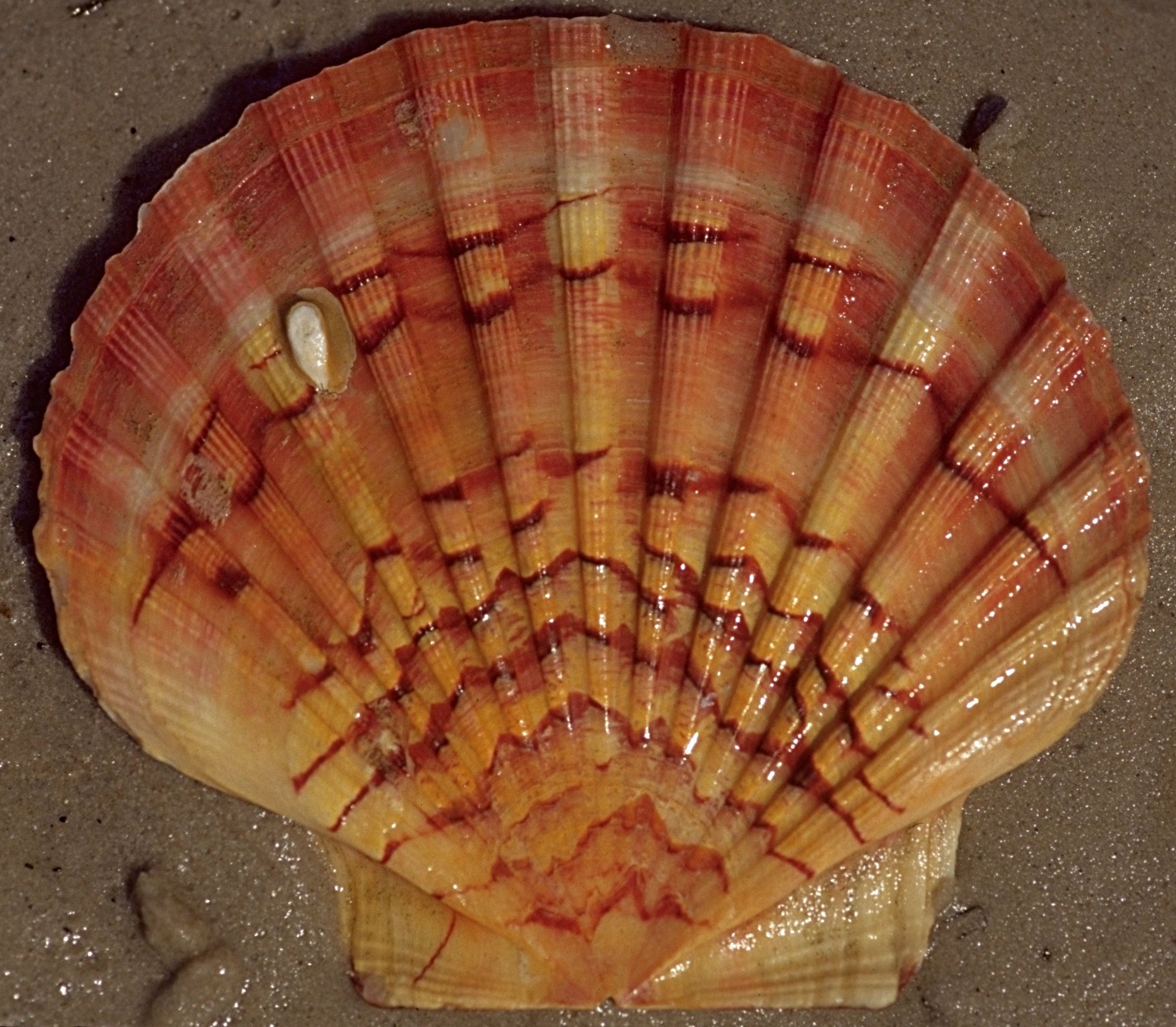
Szent Jakab kagylója = Pecten jacobaeus

| Szent                | Szimbólumai |
| -------------------- | --- |
| Szent Jakab apostol  | vándorbot, vállán tarisznya, kalapján kagylódísz (pecten jacobaeus). (A kagyló a compostelai búcsújárás igazoló jelvénye lett).                           |
| Nepomuki Szent János | feszület, pálmaág, öt csillagból álló csillagkoszorú, birétum, titoktartásra utaló gesztusok és tárgyak (száj elé emelt mutatóujj, nyelv, lakat, boríték) |
| José de Anchieta     | Evangéliumi könyv, feszület és bot |

### K
| Szent                     | Szimbólumai                                                                   |
| ------------------------- | ----------------------------------------------------------------------------- |
| Alexandriai Szent Katalin | Kerék, korona, könyv                                                          |
| Ricci Szent Katalin       | Gyűrű, korona, feszület                                                       |
| Sziénai Szent Katalin     | Stigmata, kereszt, gyűrű, liliom                                              |
| Borromei Szent Károly     | Püspöki köpeny, áldoztatás                                                    |
| Szent Kristóf             | Durván öltözött óriás, patak, fa, faág vagy nagy bot, gyermek Jézust a vállán |
| Assisi Szent Klára        | Monstrancia                                                                   |
| Szent Kelemen pápa        | Horgony, hal, tengerészkereszt                                                |
| Szent Kozma és Damján     | Fiola, kenőcsös doboz                                                         |

### P
| Szent                         | Szimbólumai                                          |
| ----------------------------- | ---------------------------------------------------- |
| Pedro de San José de Betancur | Harang, vándorbot, s néhol kanárimadárral ábrázolják |

### V
| Szent          | Szimbólumai |
| -------------- | --- |
| Szent Valburga | Bencés apácaruha; fején kis korona; feje felett glória, jobb tenyerében a bencés regulakönyv, ezen egy üvegecske; bal kezében pásztorbot, és ennek csigája alá erősítve egy selyemkendő függ |

## Külső hivatkozások
- Christian Iconography from Augusta State University - alphabet of saints
- symbols Archiválva 2008. szeptember 29-i dátummal a Wayback Machine-ben
- Saints' Badges or Shields
- Catholic Online list of saints
- On the Canonizations of John Paul II
- Hagiographies, hymnography, and icons for many Orthodox saints from the website of the Orthodox Church in America.
- Catholic Forum Patron Saints Index
- Szentjeink (összeállította: Rieth József)